# Anastazja Michajłowna de Torby
Anastazja Michajłowna de Torby, ros. Анастасия Михайловна де Торби, ang. Anastasia de Torby, styl. jako Lady Zia Wernher (ur. 9 września 1892 w Wiesbaden, zm. 7 grudnia 1977 w Luton) – rosyjska i brytyjska arystokratka, kolekcjonerka.

## Życiorys
Urodziła się jako pierwsze z trojga dzieci Michała Michajłowicza Romanowa, wielkiego księcia Rosji i jego żony Zofii von Merenberg, hrabiny de Torby. Miała młodsze rodzeństwo: siostrę Nadieżdę (1896–1963) i brata Michaiła (1898–1959), hrabiego de Torby. Od 1899 rodzina zamieszkiwała w Wielkiej Brytanii, początkowo w Keele, następnie w Londynie (od 1909).
20 czerwca 1917 w kaplicy pałacu św. Jakuba w Londynie wyszła za mąż za Harolda Augustusa Wernhera (1893–1973), brytyjskiego oficera. Para miała troje dzieci: syna George'a Michaela Alexandra (1918–1942) oraz córki Georginę (1919–2011) i Myrę Alice (ur. 1925).
We wrześniu 1918 Jerzy V pozbawił ją tytułu hrabiowskiego i włączył do arystokracji brytyjskiej jako Lady Zia Wernher. W czasie II wojny światowej kierowała założonym przez siebie szpitalem polowym w Luton. Od 1955 wraz z mężem prowadziła wzorcową hodowlę koni wyścigowych oraz wspierała finansowo sport jeździecki. Była zapaloną kolekcjonerką biżuterii, dzieł sztuki i pamiątek historycznych. W 1961–1973 prowadziła wzmożoną akcję kolektorską, nabywając cenne eksponaty, np. biżuterię z warsztatu Petera Carla Fabergé'go i rękopisy Aleksandra Puszkina. W 1975 utworzyła z własnych zbiorów Muzeum Rosyjskie w Luton. Zmarła w 1977; została pochowana na cmentarzu św. Trójcy w East Hyde.

## Odznaczenia i upamiętnienie
- Komandor Orderu Imperium Brytyjskiego (1956)[1].
- imieniem Lady Zia Wernher nazwano jedną ze szkół podstawowych w Luton[6].

## Genealogia
| Prapradziadkowie                           | car Rosji Paweł (1754-1801) ∞1776 Maria Fiodorowna (1759–1828)                 | kr. Prus Fryderyk Wilhelm III (1770–1840) ∞ 1793 Ludwika Augusta z Meklemburgii-Strelitz (1776-1810) | w. ks. Badenii Karol Fryderyk (1728–1811) ∞ 1787 Ludwika Karolina Geyer von Geyersberg (1768–1820)       | kr. Szwecji Gustaw IV Adolf (1778–1837) ∞1797 Fryderyka Dorota von Hochberg (1781–1826)                  | ks. Nassau-Weilburgu Fryderyk Wilhelm (1768–1816) ∞1788 Ludwika Izabela z Kirchburgu (1772–1827) | Paweł Wirtemberski(1785–1852) ∞1805 Karolina Saska-Hildburghausen (1787–1847)         | Sergiej Lwowicz Puszkin (1767–1848) ∞ Nadieżda Osipwna Hannibal (1775–1836)                  | Nikołaj Afanasiewicz Gonczarow(1787–1865) ∞1808 Natalija Iwanowna Zahriażskaja (1785–1848)   |
| Pradziadkowie                              | car Rosji Mikołaj I Pałkin (1796–1855) ∞1817 Aleksandra Fiodorowna (1798–1860) | car Rosji Mikołaj I Pałkin (1796–1855) ∞1817 Aleksandra Fiodorowna (1798–1860)                       | w. ks. Badenii Leopold von Hochberg (1790–1852) ∞ 1819 Zofia Wilhelmina von Holstein-Gottorp (1801-1865) | w. ks. Badenii Leopold von Hochberg (1790–1852) ∞ 1819 Zofia Wilhelmina von Holstein-Gottorp (1801-1865) | ks. Nassau Wilhelm I (1792–1839) ∞1829 Paulina Fryderyka Wirtemberska (1810–1856)                | ks. Nassau Wilhelm I (1792–1839) ∞1829 Paulina Fryderyka Wirtemberska (1810–1856)     | Aleksander Siergiejewicz Puszkin(1799–1837) ∞1831 Natalia Nikołajewna Ganczarowa (1812–1863) | Aleksander Siergiejewicz Puszkin(1799–1837) ∞1831 Natalia Nikołajewna Ganczarowa (1812–1863) |
| Dziadkowie                                 | Michał Nikołajewicz Romanow (1832–1909) ∞1857 Olga Fiodorowna (1839–1891)      | Michał Nikołajewicz Romanow (1832–1909) ∞1857 Olga Fiodorowna (1839–1891)                            | Michał Nikołajewicz Romanow (1832–1909) ∞1857 Olga Fiodorowna (1839–1891)                                | Michał Nikołajewicz Romanow (1832–1909) ∞1857 Olga Fiodorowna (1839–1891)                                | Mikołaj Wilhelm z Nassau (1832–1905) ∞1868 Natalia Aleksandrowna Puszkina (1836–1913)            | Mikołaj Wilhelm z Nassau (1832–1905) ∞1868 Natalia Aleksandrowna Puszkina (1836–1913) | Mikołaj Wilhelm z Nassau (1832–1905) ∞1868 Natalia Aleksandrowna Puszkina (1836–1913)        | Mikołaj Wilhelm z Nassau (1832–1905) ∞1868 Natalia Aleksandrowna Puszkina (1836–1913)        |
| Rodzice                                    | Michał Michajłowicz Romanow (1861–1929) ∞1891 Zofia von Merenburg (1868–1927)  | Michał Michajłowicz Romanow (1861–1929) ∞1891 Zofia von Merenburg (1868–1927)                        | Michał Michajłowicz Romanow (1861–1929) ∞1891 Zofia von Merenburg (1868–1927)                            | Michał Michajłowicz Romanow (1861–1929) ∞1891 Zofia von Merenburg (1868–1927)                            | Michał Michajłowicz Romanow (1861–1929) ∞1891 Zofia von Merenburg (1868–1927)                    | Michał Michajłowicz Romanow (1861–1929) ∞1891 Zofia von Merenburg (1868–1927)         | Michał Michajłowicz Romanow (1861–1929) ∞1891 Zofia von Merenburg (1868–1927)                | Michał Michajłowicz Romanow (1861–1929) ∞1891 Zofia von Merenburg (1868–1927)                |
| Anastazja Michajłowca de Torby (1892–1977) |                                                                                | | | |                                                                                                  |                                                                                       |                                                                                              |                                                                                              |